# ローリン・マロリー・ダジェット
ローリン・マロリー・ダジェット（Rollin Mallory Daggett, 1831年2月22日 - 1901年11月12日）は、19世紀のアメリカ合衆国の政治家、外交官。連邦下院議員（ネバダ州選出）を1期務めた。1882年から1885年まで駐ハワイ公使を務めた。

## 生い立ち
1831年にニューヨーク州 セントローレンス郡 リッチヴィルで誕生。1837年に父親とともにオハイオ州北西部へ移住。ディファイアンスの学校で教育を受けた。印刷業を学び、1849年に太平洋岸の平地帯に移り、1852年まで採鉱業に従事。1852年、サンフランシスコでゴールデン・イラ紙を創刊。1860年にはサンフランシスコ・ミラー紙（のちにサンフランシスコ・ヘラルド紙に統合）を創刊。

## 政治経歴
1862年にネバダ準州へ移り、バージニアシティに定住。共和党に入党し、1863年にネバダ準州議会議員に選出。1864年にテリトリアル・エンタープライズ紙に編集者として関与。1867年から1876年にかけて連邦地方裁判所で書記官として勤務。
1878年の連邦下院選挙にて、ネバダ州全州選挙区で勝利。1880年の連邦下院選挙では民主党候補ジョージ・ウィリアムズ・キャシディに敗れた。ダジェットは連邦下院議員を1879年から1881年まで1期2年務めた。
1882年に駐ハワイ王国弁理公使に任命を受け、1885年に辞任。その後はカリフォルニア州サンフランシスコで新聞事業に専念。1901年に死去。